# اعتماد لينكس
اعتماد لينكس هو اعتماد أنظمة تشغيل الكمبيوتر المستندة إلى لينكس من قبل الأسر والمنظمات غير الربحية والشركات والحكومات.
أندرويد، الذي يعمل على لينكس، هو نظام التشغيل الحاسوبي الأكثر استخدامًا في العالم. اعتبارًا من أكتوبر 2024، يمتلك نظام أندرويد 45% من سوق أنظمة التشغيل العالمية، يليه نظام ويندوز بنسبة 26%.
يدير لينكس جميع أنواع الأجهزة تقريبًا، وجميع أقوى 500 جهاز كمبيوتر عملاق في العالم، وأجهزة الكمبيوتر المكتبية، وأجهزة الكمبيوتر المحمولة، ومحطة الفضاء الدولية، والهواتف الذكية، والساعات الذكية، وأجهزة التلفزيون، والسيارات. تعتمد جميع الأنظمة الكبيرة الإضافية مثل بورصة نيويورك، والبنتاغون، ومنصات التواصل الاجتماعي مثل فيسبوك، ويوتيوب، وX (المعروف سابقًا باسم تويتر) على لينكس. تعتمد خدمة السحابة الخاصة بشركة مايكروسوفت على لينكس.
في أغسطس 2010، أعلن جيفري هاموند، المحلل الرئيسي في شركة فورستر للأبحاث، "لقد عبر لينكس الهاوية إلى التبني السائد"، وهو تصريح أثبته العدد الكبير من المؤسسات التي انتقلت إلى لينكس خلال فترة الركود في أواخر العقد الأول من القرن الحادي والعشرين. في دراسة استقصائية أجريت في الربع الثالث من عام 2009، أفادت 48% من الشركات التي شملها الاستطلاع باستخدام نظام تشغيل مفتوح المصدر.
تصدر مؤسسة لينكس بانتظام منشورات تتعلق بنواة لينكس وتوزيعات نظام التشغيل لينكس والموضوعات ذات الصلة. أحد هذه المنشورات، "اتجاهات تبني لينكس: دراسة استقصائية لمستخدمي المؤسسات"، متاح مجانًا عند التسجيل.

## تبني لينكس
خارج خدمات الويب التقليدية، يدعم لينكس العديد من أكبر خصائص الإنترنت (على سبيل المثال، جوجل، أمازون، فيسبوك، إيباي، إكس أو ياهو!).

## منصات الأجهزة ذات واجهة المستخدم الرسومية
يتم استخدام لينكس على أجهزة الكمبيوتر المكتبية والخوادم وأجهزة الكمبيوتر العملاقة، بالإضافة إلى مجموعة واسعة من الأجهزة.

### أجهزة الكمبيوتر المكتبية وأجهزة الكمبيوتر المحمولة وأجهزة الكمبيوتر المحمولة
يعمل لينكس على تشغيل نظام التشغيل Steam Deck الذي تصنعه شركة Valve، ولديه العديد من التوزيعات/الإصدارات، مثل بازيت وآرتش وأوبونتو

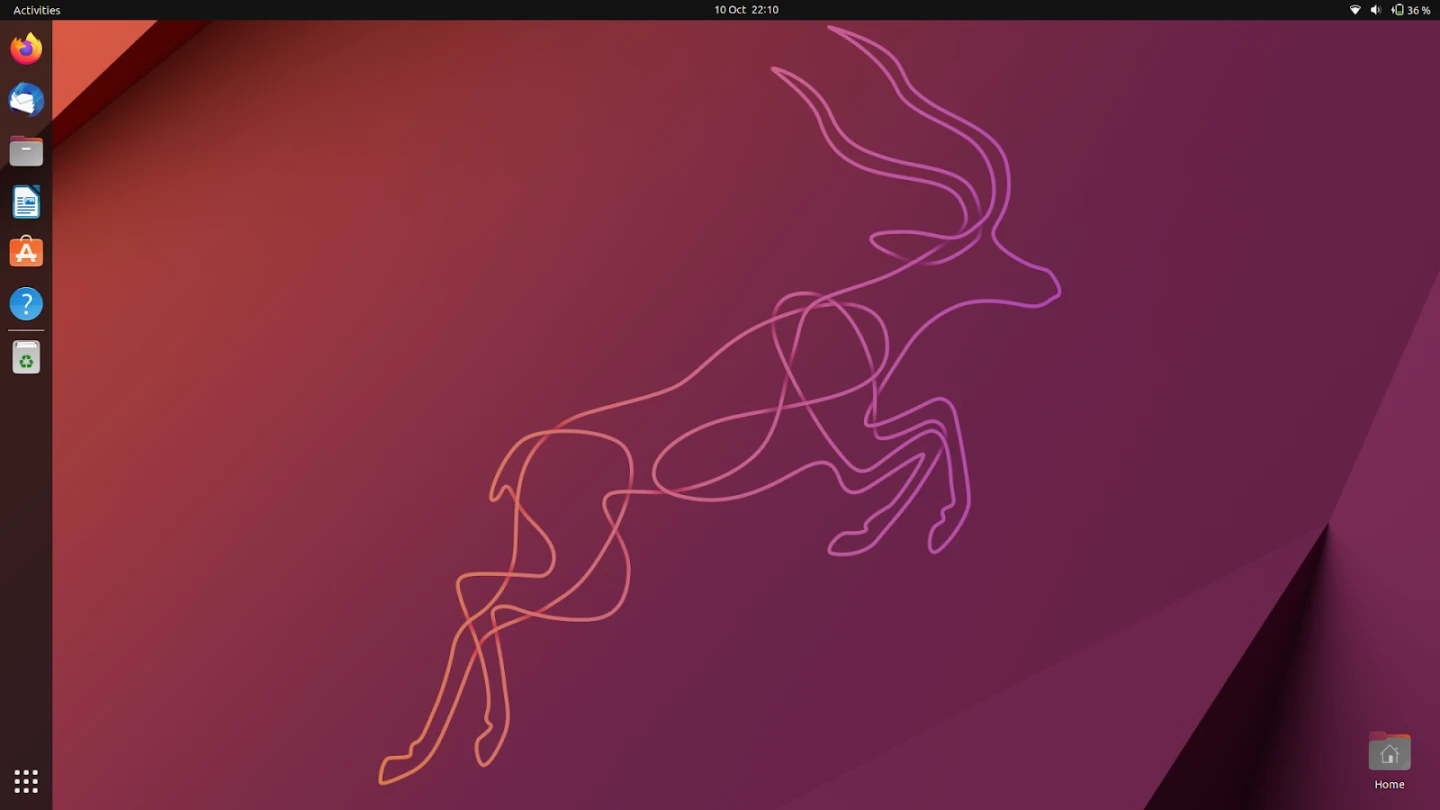
أوبونتو، توزيعة شعبية من لينكس.

#### قياس اعتماد سطح المكتب
لأن توزيعات لينكس المكتبية لا تُوزّع عادةً بالتجزئة، فلا توجد أرقام مبيعات تُشير إلى عدد المستخدمين. قد يُستخدم ملف واحد مُنزّل لإنشاء العديد من الأقراص المضغوطة، ويمكن استخدام كل قرص مضغوط لتثبيت نظام التشغيل على عدة أجهزة كمبيوتر. من ناحية أخرى، قد يُستخدم الملف للاختبار فقط، ثم يُحذف التثبيت بعد فترة وجيزة. نتيجةً لهذه العوامل، غالبًا ما تعتمد تقديرات استخدام لينكس المكتبي الحالي على زيارات صفحات الويب التي تُعرّف نفسها بأنها تعمل بنظام لينكس. وقد وُجّهت انتقادات لاستخدام هذه الإحصائيات لعدم موثوقيتها وتقليلها من شأن استخدام لينكس.
وباستخدام عدد زيارات صفحات الويب كمقياس، حتى عام 2008، كانت حصة لينكس في سوق أجهزة الكمبيوتر المكتبية لا تتجاوز 1%، بينما كانت حصة أنظمة تشغيل مايكروسوفت ويندوز [الإنجليزية] تتجاوز 90%. ربما كان السبب في ذلك هو عدم اعتبار لينكس في ذلك الوقت بديلاً مباشرًا لنظام التشغيل ويندوز.
اعتبارًا من فبراير 2017، قدرت شركة عداد دبليو 3 حصة سوق متصفحات الويب "لينكس" بنحو 4.63%، في حين قدرت إصدارات "أندرويد" 6 و5 و4 مجتمعة (والتي تعتمد على نواة لينكس) بنحو 33.77%.
يقوم محرك اللعبة يونيتي بجمع إحصائيات المستخدمين وأظهر في مارس 2016 نسبة 0.4% من مستخدمي لينكس. على نحو مماثل، يتتبع عميل ستيم الاستخدام وأفاد في مايو 2015 أن حوالي 1% من مستخدمي لينكس.
في أبريل 2009، أشار آرون سيجو من كيدي إلى أن معظم طرق عداد صفحات الويب تنتج أرقام اعتماد لينكس منخفضة للغاية نظرًا للانتشار الواسع للنظام في الأسواق غير الأمريكية الشمالية، وخاصة الصين. وأوضح أن أساليب قياس الويب التي تعتمد على أميركا الشمالية تنتج أرقاماً عالية لنظام ويندوز وتتجاهل الاستخدام الواسع النطاق لنظام لينكس في أجزاء أخرى من العالم. وفي تقديره لاعتماد أجهزة سطح المكتب العالمية الحقيقية مع الأخذ في الاعتبار بيئة ويندوز المشوهة في الولايات المتحدة وكندا، أشار إلى أن ما لا يقل عن 8% من أجهزة سطح المكتب في العالم تعمل بنظام لينكس، وربما يصل هذا الرقم إلى 10-12% وأن الأرقام ترتفع بسرعة. وقد ردد معلقون آخرون نفس الاعتقاد، مشيرين إلى أن المنافسين يبذلون الكثير من الجهد لتشويه سمعة لينكس، وهو ما يتعارض مع حصة سوقية ضئيلة:
لا أعتقد أن حصة لينكس في سوق أجهزة سطح المكتب لا تتجاوز 1%، بل أعتقد أنها أعلى بكثير. ليس لديّ بيانات دقيقة لأشاركها؛ فأنا أعتمد في تقييمي على خبرتي ومعرفتي بالقطاع. هناك أمرٌ آخر أكثر إقناعًا، وهو سلوك مايكروسوفت. إذا كان لينكس بهذه الأهمية، فلماذا يولونه كل هذا الاهتمام؟— كارلا شرودر، لينكس اليوم
في مايو 2009، قال بريستون جرالا، المحرر المساهم في موقع عالم الكمبيوتر [الإنجليزية]، ردًا على أرقام زيارات الويب لتطبيقات الشبكة التي أظهرت أن استخدام لينكس تجاوز 1%، "لن يصبح لينكس أبدًا نظام تشغيل مهم لسطح المكتب أو الكمبيوتر المحمول". وقد استنتج أن الارتفاع المفاجئ في استخدام أجهزة الكمبيوتر المكتبية التي تعمل بنظام لينكس مؤخراً كان بسبب أجهزة الكمبيوتر المحمولة الصغيرة التي تعمل بنظام لينكس، وهو الاتجاه الذي رأى أنه يتضاءل بالفعل والذي سوف يتآكل أكثر عندما يصبح نظام التشغيل ويندوز 7 متاحاً (وفي الواقع، فإن أجهزة الكمبيوتر المحمولة الصغيرة التي تعمل بنظام لينكس قد سقطت على جانب الطريق، على الرغم من أن ما إذا كانت هي المسؤولة الوحيدة عن الارتفاع المفاجئ في استخدام لينكس هو أمر مفتوح للتساؤل). واختتم حديثه قائلاً: "كنظام تشغيل مكتبي، لا يُعتبر لينكس مهمًا بما يكفي للتفكير فيه. بالنسبة للخوادم، فهو نظام ممتاز، ولكنك على الأرجح لن تستخدمه على سطح مكتبك – على الرغم من أنه نجح أخيرًا في اختراق حاجز الـ 1% بعد 18 عامًا".
في عام 2009، أشار ستيف بالمر الرئيس التنفيذي لشركة مايكروسوفت آنذاك إلى أن لينكس يتمتع بحصة سوقية أكبر من ماك، مشيرًا إلى أن لينكس "زاد حصته إلى حد ما" في السنوات الأخيرة. كان ما يقرب من ثلث مبيعات أجهزة الكمبيوتر المحمولة من ديل في عام 2009 مزودة بنظام لينكس.
كما خلصت كايتلين مارتن، التي أجرت بحثًا عن أرقام سوق التجزئة في صيف عام 2010، إلى أن الأرقام التقليدية المذكورة لتبني سطح مكتب لينكس كانت منخفضة للغاية:
يبدو أن أحد الصحفيين التقنيين أو المعلقين في المنتديات التقنية يدّعي يوميًا تقريبًا أن نسبة استخدام لينكس على أجهزة الكمبيوتر المكتبية (بما في ذلك أجهزة الكمبيوتر المحمولة) ضئيلة. الرقم المتداول هو 1%. حتى أن بعض المدافعين عن لينكس يرددون هذه الادعاءات. إن فكرة أن حصة لينكس السوقية على أجهزة الكمبيوتر المكتبية ضئيلة، ونسبة 1%، خاطئة تمامًا، وقد ظلت كذلك لسنوات عديدة... من أين جاءت نسبة 1%؟ هناك مصدران: بيانات قديمة جدًا، وعدادات الويب. تكمن مشكلة استخدام عدادات الويب لتحديد حصة السوق في أنها عادةً ما تشمل فقط مواقع الويب التي دفعت مقابل إحصائها. هذا يضمن تقريبًا أن يكون عدد مستخدمي ويندوز أكبر من عددهم.— كايتلين مارتن

#### أسباب التبني
تتضمن أسباب التغيير من أنظمة التشغيل الأخرى إلى لينكس استقرارًا أفضل للنظام، وحماية أفضل من البرامج الضارة، وتكلفة منخفضة أو بدون تكلفة، وحقيقة أن معظم التوزيعات تأتي كاملة مع برامج التطبيق وبرامج تشغيل الأجهزة، وتحديثات مبسطة لجميع البرامج المثبتة، وترخيص البرامج المجاني، وتوافر مستودعات التطبيقات والوصول إلى الكود المصدر. توفر توزيعات سطح مكتب لينكس أيضًا مساحات عمل سطح مكتب متعددة، وتخصيصًا أكبر، ودعمًا مجانيًا وغير محدود من خلال المنتديات، ونظام تشغيل لا يتباطأ بمرور الوقت. كما تم ذكر أسباب بيئية أيضًا، حيث أن أنظمة تشغيل لينكس لا تأتي عادةً في صناديق ومواد تعبئة للبيع بالتجزئة، ولكن يتم تنزيلها عبر الإنترنت. وتعني مواصفات النظام المنخفضة أيضًا أنه يمكن الاحتفاظ بالأجهزة القديمة قيد الاستخدام بدلاً من إعادة تدويرها أو التخلص منها. كما يتم تصحيح الثغرات الأمنية في توزيعات لينكس بسرعة أكبر بكثير من أنظمة التشغيل غير المجانية، كما تحدث التحسينات في لينكس بمعدل أسرع من تلك الموجودة في ويندوز.[هل المصدر موثوق به؟]
وجاء في تقرير نشرته مجلة الإيكونوميست في ديسمبر/كانون الأول 2007:
| « | اكتسب لينكس شعبيةً سريعةً في الشركات الصغيرة والمنزل. ويعود الفضل في ذلك بشكلٍ كبير إلى غوتسي غبن، الاسم الرمزي لإصدار أوبونتو 7.10 من كنانكل. إلى جانب توزيعات مثل لينسباير ومينت وزاندروس وأوبن سوزي وجي0إس، حسّن أوبونتو (وأخواته كوبونتو وإيدوبونتو وزوبنتو) معظم جوانب لينكس التقنية مع تحسينه ليناسب سطح المكتب. لا شك أن غوتسي غبن هو أنعم توزيعات لينكس وأكثرها تكاملاً وسهولة في الاستخدام حتى الآن. أصبح الآن أسهل في الإعداد والتكوين من Windows. | » |

لقد تم إجراء المزيد من الاستثمارات لتحسين إمكانية استخدام لينكس لسطح المكتب منذ تقرير عام 2007.
بدأت شركة إلكترونيات تاميل نادو [الإنجليزية] (ELCOT)، وهي شركة هندية متخصصة في شراء أجهزة الكمبيوتر بالجملة، في التوصية بنظام لينكس فقط في يونيو 2008. بعد الاختبار، صرحوا: "لقد استخدمت شركة إلكترونيات تاميل نادو أنظمة التشغيل SUSE لينكس وأوبونتو لينكس على أجهزة الكمبيوتر المكتبية والمحمولة التي يزيد عددها عن 2000 جهاز خلال العامين الماضيين ووجدت أنها متفوقة كثيرًا مقارنة بأنظمة التشغيل الأخرى، ولا سيما نظام التشغيل مايكروسوفت ويندوز".
في العديد من الدول النامية، مثل الصين، حيث يمكن الحصول على نظام التشغيل مايكروسوفت ويندوز بسهولة مجانًا بسبب انتشار القرصنة البرمجية، تكتسب توزيعات لينكس مستوى عالٍ من التبني. ومن ثم، في هذه البلدان حيث لا توجد أي عوائق تتعلق بالتكلفة للحصول على أنظمة التشغيل الملكية، يتبنى المستخدمون لينكس بناءً على مزاياه، وليس على السعر.
في يناير 2001، أوضح بيل جيتس الرئيس التنفيذي لشركة مايكروسوفت آنذاك جاذبية اعتماد لينكس في مذكرة داخلية تم إصدارها في قضية كومز ضد مايكروسوفت. قال:
أقوى منافس لنا في مجال أنظمة التشغيل هو لينكس، بالإضافة إلى ظواهر البرمجيات مفتوحة المصدر والمجانية. هذه الظواهر نفسها تُغذي المنافسة على جميع منتجاتنا. سهولة تعلم لينكس أو تعديل بعض أجزائه أمرٌ جذاب للغاية. يبذل المجتمع الأكاديمي والشركات الناشئة والحكومات الأجنبية والعديد من الجهات الأخرى قصارى جهدها لتطوير لينكس. 

#### عوائق التبني
ربما يكون الحاجز الأكبر أمام اعتماد نظام التشغيل لينكس على سطح المكتب هو أن عددًا قليلًا من أجهزة الكمبيوتر المكتبية تأتي مزودة به من المصنع. أكد أيه واي سيو في عام 2006 أن معظم الأشخاص يستخدمون ويندوز ببساطة لأن معظم أجهزة الكمبيوتر الشخصية تأتي مع ويندوز مثبتًا مسبقًا؛ ولم يختاروا ذلك. يتمتع لينكس بانتشار سوقي أقل بكثير، لأن المستخدمين في أغلب الأحيان يضطرون إلى تثبيته بأنفسهم، وهي مهمة تتجاوز قدرات العديد من مستخدمي الكمبيوتر الشخصي: "معظم المستخدمين لا يستخدمون حتى أقراص استعادة ويندوز، ناهيك عن تثبيت ويندوز من الصفر. فلماذا يُثبتون نظام تشغيل غير مألوف على حواسيبهم؟"[هل المصدر موثوق به؟]
ويتوسع الكاتب جاك والين من تيك روبيبليك في الحديث عن هذا الحاجز، فيقول في أغسطس 2008:
لماذا يُفضّل أي شخص ويندوز على لينكس؟... في رأيي المتحيز للغاية، أعتقد أن الإجابة على هذا السؤال تكمن في نظرية مؤامرة بسيطة: مايكروسوفت تبذل قصارى جهدها لإبقاء لينكس غائبًا عن أذهان الجمهور. هل تذكرون مؤامرة ويندوز، حيث تنافست مايكروسوفت وإنتل على بعضهما البعض لمواصلة احتكارهما المُحكم لصناعة الحواسيب؟ لقد لعبت تلك الحقبة دورًا كبيرًا في تضليل المستهلكين. أضف إلى ذلك الممارسات التجارية التي تفرضها مايكروسوفت على المتاجر الكبرى لضمان بيع نظام تشغيلها على كل جهاز حاسوب تقريبًا، وستدركون أن هذه المؤامرة أقرب إلى الواقع مما يظنه البعض. 
صرح لينوس تورفالدز، في تفاعله مع الطلاب في جامعة ألتو في يونيو 2012، أنه على الرغم من أن لينكس تم تصميمه في الأصل كنظام سطح مكتب، إلا أنه كان السوق الوحيد الذي لم يزدهر فيه. اقترح أن السبب الرئيسي الذي يمنع لينكس من الحصول على حضور كبير في سوق سطح المكتب هو أن مستخدم سطح المكتب العادي لا يريد تثبيت نظام تشغيل، وبالتالي فإن إقناع الشركات المصنعة ببيع أجهزة الكمبيوتر مع تثبيت لينكس مسبقًا سيكون القطعة المفقودة لتحقيق رؤية لينكس في سوق سطح المكتب. وأضاف أن أجهزة كروم بوك، من خلال شحنها بنظام كروم أو إس المستند إلى لينكس، يمكن أن توفر نقطة التحول الرئيسية في مثل هذا التحول، تمامًا كما سمح أندرويد لنظام لينكس بالانتشار في مجال الأجهزة المحمولة.
في سبتمبر 2012، أشار مطور جنوم مايكل ميكس أيضًا إلى أن السبب الرئيسي وراء عدم اعتماد أجهزة كمبيوتر سطح المكتب التي تعمل بنظام لينكس هو عدم قيام الشركات المصنعة بشحن أجهزة الكمبيوتر مثبتة عليها مسبقًا، مما يدعم حجج Siu من قبل ست سنوات. وأشار ميكس أيضًا إلى أن المستخدمين لن يتبنوا نظام لينكس المكتبي حتى يتوفر نطاق أوسع من التطبيقات، ولن يقوم المطورون بإنشاء هذا النطاق الأوسع من التطبيقات حتى يتوفر المزيد من المستخدمين، وهو موقف كاتش-22 الكلاسيكي.
في استطلاع رأي أجرته شركة أوبن سوزي في عام 2007، قال 69.5% من المشاركين أنهم يستخدمون نظام التشغيل مايكروسوفت ويندوز بالإضافة إلى نظام التشغيل لينكس. في أوائل عام 2007، لاحظ بيل وايمان، وهو محلل في شركة مستشارو الرواد، أنه "لا يزال هناك نقص في البدائل المقنعة للبنية الأساسية التي تقدمها شركة مايكروسوفت على أجهزة سطح المكتب."
كان دعم التطبيقات، وجودة دعم الأجهزة الطرفية، ودعم المستخدم النهائي يُنظر إليهم في وقت ما على أنهم أكبر العقبات التي تحول دون اعتماد لينكس على سطح المكتب. وفقًا لمسح أجرته مؤسسة لينكس عام 2006، فقد تم اعتبار هذه العوامل "عقبة رئيسية" بالنسبة لـ 56% و49% و33% من المشاركين على التوالي في ذلك الوقت.

##### دعم التطبيقات
أظهر استطلاع رأي عملاء سطح المكتب لينكس الذي أجري في نوفمبر 2006 أن الحاجز الرئيسي لنشر أجهزة سطح المكتب لينكس هو أن المستخدمين اعتادوا على تطبيقات ويندوز التي لم يتم نقلها إلى لينكس والتي "لا يمكنهم العيش بدونها". وشملت هذه البرامج مايكروسوفت أوفيس وأدوبي فوتوشوب وأوتودسك أوتوكاد ومايكروسوفت بروجكت وفيزيو وإنتويت كويك بوكس [الإنجليزية]. يؤدي هذا إلى خلق حالة من عدم الاستقرار، حيث يقوم المطورون بإنشاء برامج لنظام التشغيل ويندوز بسبب حصته في السوق، ويستخدم المستهلكون نظام التشغيل ويندوز بسبب توفر هذه البرامج. في استطلاع أجرته ديسكتوب لينكس.كوم في عام 2007، قال 72% من المشاركين إنهم استخدموا طرقًا لتشغيل تطبيقات ويندوز على لينكس.
يعتقد 51% من المشاركين في استطلاع مؤسسة لينكس لعام 2006 أن معايير سطح مكتب لينكس عبر التوزيعات يجب أن تكون الأولوية القصوى لمجتمع سطح مكتب لينكس، مما يسلط الضوء على حقيقة مفادها أن سوق لينكس المجزأ يمنع بائعي التطبيقات من تطوير وتوزيع ودعم نظام التشغيل. في مايو 2008، توقعت شركة جارتنر أن "التحكم في الإصدارات وعدم التوافق سيستمران في إزعاج أنظمة التشغيل مفتوحة المصدر والبرامج الوسيطة المرتبطة بها" في الإطار الزمني 2013.
بحلول عام 2008، كان تصميم تطبيقات لينكس ونقل تطبيقات ويندوز وأبل قد تقدم إلى النقطة التي أصبح من الصعب فيها العثور على تطبيق ليس له معادل لنظام لينكس، يوفر إمكانيات كافية أو أفضل.
يمكن رؤية مثال لتقدم التطبيق من خلال مقارنة مجموعة الإنتاجية الرئيسية لنظام لينكس، أوبن أوفيس.أورج، مع مايكروسوفت أوفيس. مع إصدار أوبن أوفيس.أورج 3.0 في أكتوبر 2008، قامت آرس تكنيكا بتقييم الاثنين:
على الرغم من أن أوبن أوفيس.أورج لم يصل بعد إلى مستوى مايكروسوفت أوفيس الكامل، إلا أنه يتطور بوتيرة سريعة، وهو قادر بالفعل على تلبية الاحتياجات الأساسية للعديد من مستخدمي الكمبيوتر العاديين. إنه خيار مثالي للمدارس، ويزداد رواجًا للشركات الصغيرة والمستخدمين المنزليين الذين لا يعتمدون على الإمكانات المتقدمة لحزمة مايكروسوفت أوفيس. 

##### الدعم المحيطي
في الماضي، كانت مسألة توفر وجودة برامج تشغيل الأجهزة مفتوحة المصدر تشكل مشكلة بالنسبة لأجهزة الكمبيوتر المكتبية التي تعمل بنظام لينكس. كانت المناطق الخاصة التي كانت تفتقر إلى برامج التشغيل تشمل الطابعات بالإضافة إلى البطاقات اللاسلكية والصوتية. على سبيل المثال، في أوائل عام 2007، لم تبع شركة ديل أجهزة وبرامج محددة مع أجهزة كمبيوتر أوبونتو 7.04، بما في ذلك الطابعات وأجهزة العرض ولوحات المفاتيح والفئران التي تعمل بتقنية بلوتوث وأجهزة ضبط التلفزيون وأجهزة التحكم عن بعد ومودم سطح المكتب ومحركات أقراص بلو راي، بسبب عدم التوافق في ذلك الوقت، بالإضافة إلى المشكلات القانونية.
بحلول عام 2008، عولجت معظم مشاكل دعم أجهزة لينكس وبرامج التشغيل بشكل كافٍ. في سبتمبر 2008، كان تقييم جاك والين كالتالي:
قبل سنوات، إذا أردت تثبيت لينكس على جهاز، كان عليك التأكد من اختيار كل قطعة من مكوناته بعناية، وإلا فلن يعمل التثبيت بكفاءة تامة... لكن هذا لم يعد الحال اليوم. يمكنك شراء جهاز كمبيوتر شخصي (أو كمبيوتر محمول)، وعلى الأرجح تثبيت توزيعة لينكس واحدة أو أكثر والعمل بكفاءة تامة تقريبًا. ولكن لا تزال هناك بعض الاستثناءات؛ على سبيل المثال، لا تزال مشكلة السبات/الإيقاف المؤقت تُمثل مشكلة في العديد من أجهزة الكمبيوتر المحمولة، على الرغم من تطورها بشكل كبير. 

##### دعم المستخدم النهائي
صرح بعض النقاد أن لينكس يفتقر إلى الدعم للمستخدم النهائي مقارنة بنظام ويندوز. كان يُنظر إلى لينكس تقليديًا على أنه يتطلب خبرة تقنية أكبر بكثير. وصف موقع ديل الإلكتروني برمجيات المصدر المفتوح بأنها تتطلب معرفة متوسطة أو متقدمة لاستخدامها. في سبتمبر 2007، علق مؤسس مشروع أوبونتو، مارك شاتلورث، قائلاً: "من المعقول أن نقول إن هذا المشروع غير جاهز للسوق الشامل".
في أكتوبر 2004، أشار ستيفان فبراير، كبير مسؤولي التقنية في Adeptiva لينكس، في ذلك الوقت إلى أن لينكس كان منتجًا برمجيًا تقنيًا للغاية، وكان عدد قليل من الأشخاص خارج المجتمع التقني قادرين على دعم المستهلكين. يتمكن مستخدمو ويندوز من الاعتماد على الأصدقاء والعائلة للحصول على المساعدة، ولكن مستخدمي لينكس يستخدمون عمومًا لوحات المناقشة، وهو ما قد يكون غير مريح للمستهلكين.
في عام 2005، لخص دومينيك همفريز الفرق في الدعم الفني للمستخدمين:
يرتبط مستخدمو ويندوز، إلى حد ما، بعلاقة العميل بالمورد: فهم يدفعون ثمن البرامج، والضمانات، والدعم، وما إلى ذلك. ويتوقعون أن تتمتع البرامج بمستوى معين من سهولة الاستخدام. ولذلك، اعتادوا على امتلاك حقوقهم في برامجهم: فقد دفعوا ثمن الدعم الفني، ولهم كل الحق في المطالبة به. كما اعتادوا التعامل مع جهات لا أشخاص: فعقودهم مع شركة، لا مع شخص.
مستخدمو لينكس أكثر ترابطًا. لا يضطرون لشراء البرامج، ولا يدفعون ثمن الدعم الفني. يُنزّلون البرامج مجانًا، ويستخدمون المراسلة الفورية والمنتديات الإلكترونية للحصول على المساعدة. يتعاملون مع الأفراد، لا مع الشركات.

في الآونة الأخيرة، لاحظ النقاد تحسنًا ملحوظًا في نموذج دعم مستخدمي لينكس، الذي يعتمد على دعم المنتديات المجتمعية. في عام 2008، صرّح جاك والين:
مع لينكس، تحظى بدعم مجتمع ضخم عبر المنتديات، والبحث الإلكتروني، والعديد من المواقع الإلكترونية المتخصصة. وبالطبع، إذا كنتَ بحاجة لذلك، يمكنك شراء عقود دعم من بعض شركات لينكس الكبرى (مثل ريد هات ونوفيل).
مع ذلك، عند استخدامك دعم الأقران المتأصل في لينكس، فأنت تُخاطر بالوقت. قد تواجه مشكلة ما، فتُرسل بريدًا إلكترونيًا إلى قائمة بريدية أو تنشر في منتدى، وفي غضون عشر دقائق تُغمرك الاقتراحات. أو قد تستغرق هذه الاقتراحات ساعات أو أيامًا لتصل. يبدو الأمر كله محض صدفة أحيانًا.

ومع ذلك، بشكل عام، تم مواجهة معظم المشاكل المتعلقة بنظام لينكس وتوثيقها، لذا فإن فرص العثور على الحل الخاص بك بسرعة كبيرة جيدة. 
وفي معرض تناوله لمسألة دعم المستخدمين، قال مانو كورنيت:
من أهم مزايا مجتمع المصادر المفتوحة (ولينكس تحديدًا) أنه مجتمع حقيقي. المستخدمون والمطورون متواجدون بالفعل، في منتديات الويب، وقوائم البريد الإلكتروني، وقنوات آي آر سي، لمساعدة المستخدمين الجدد. جميعهم سعداء برؤية المزيد من المستخدمين ينتقلون إلى لينكس، ويسعدون بمساعدتهم على فهم نظامهم الجديد... ستجد آلاف المواقع حيث يجيبك أشخاص لطفاء ويساعدونك في حل مشكلتك في معظم الأحيان. 

##### عوامل أخرى
لقد تعرضت مصداقية لينكس للهجوم في بعض الأحيان، ولكن كما يشير رون ميلر من لينكس بلانت:
...إن حقيقة تعرض لينكس للانتقاد ربما تكون أمرًا جيدًا.
أولاً، يُظهر هذا أن لينكس يُحرز تقدماً في قطاع الشركات، وبدأ يُؤثر على المنافسين، وهم يتفاعلون مع ذلك. ثانياً، من المفيد إلقاء نظرة مُعمّقة على أي حل، وتحليل نقاط قوته وضعفه، والآثار الاقتصادية لاختياره على حساب الآخر.

في نهاية المطاف، على المستهلكين وصانعي القرار دراسة البيانات بعناية، بما في ذلك مصادرها والانتقادات الموجهة إليها، لتحديد ما إذا كان لينكس هو القرار الصحيح. ولكن مع تزايد عدد المستخدمين الذين يختارونه ويجد مكانه في السوق، من المؤكد أنه سيواجه تحديًا. هذا ببساطة هو الثمن الذي تدفعه مقابل النجاح في السوق. 
هناك نقاش مستمر حول التكلفة الإجمالية لملكية لينكس، مع تحذير جارتنر في عام 2005 من أن تكاليف الهجرة قد تتجاوز فوائد لينكس من حيث التكلفة. كررت شركة جارتنر تحذيرها في عام 2008، متوقعةً أنه "بحلول عام 2013، لن تتمتع غالبية عمليات نشر لينكس بميزة حقيقية في إجمالي تكلفة الملكية للبرمجيات (TCO) مقارنةً بأنظمة التشغيل الأخرى". ومع ذلك، في دعوى كومز ضد مايكروسوفت، كشف الملحق رقم 2817 للمدعي أن مايكروسوفت نجحت في الضغط على جارتنر لتغيير نموذج إجمالي تكلفة الملكية الخاص بها لصالح مايكروسوفت في عام 1998. أبدت المنظمات التي انتقلت إلى لينكس معارضتها لهذه التحذيرات. قال ستيرلينغ بول، الرئيس التنفيذي لشركة إرني بول، الشركة الرائدة عالميًا في صناعة أوتار الجيتار الفاخرة، والتي اعتمدت لينكس عام 2003، عن حجج التكلفة الإجمالية للملكية: "أعتقد أن هذه دعاية... ماذا عن تكلفة التعامل مع فيروس؟ ليس لدينا... لا شك أن ما أفعله أرخص في التشغيل. يمكن للمحللين أن يقولوا ما يشاؤون."
في الخلافات حول إس سي أو-لينكس، زعمت مجموعة إس سي أو أن كود مصدر يونكس الذي تبرعت به آي بي إم تم دمجه بشكل غير قانوني في لينكس. إن التهديد المتمثل في أن شركة إس سي أو قد تكون قادرة على تأكيد ملكيتها القانونية لنظام لينكس قد تسبب في البداية في تأخير بعض المستخدمين المحتملين لنظام لينكس في اتخاذ هذه الخطوة. أدت قضايا المحكمة إلى إفلاس شركة إس سي أو في عام 2007 بعد خسارتها لمعركة قضائية استمرت أربع سنوات بشأن ملكية حقوق الطبع والنشر الخاصة بنظام يونكس. كانت قضية إس سي أو تتمحور حول إظهار أن لينكس يتضمن ملكية فكرية تم الاستيلاء عليها بشكل غير قانوني من يونكس، ولكن القضية فشلت عندما اكتشفت المحكمة أن شركة نوفل وليس إس سي أو هي المالك الشرعي لحقوق الطبع والنشر. خلال العملية القانونية، تم الكشف عن أن ادعاءات إس سي أو بشأن لينكس كانت احتيالية وأن عمليات تدقيق الكود المصدري الداخلية لشركة إس سي أو لم تظهر أي دليل على الانتهاك.
وصفت شركة جرين هيلز للبرمجيات [الإنجليزية]، وهي شركة منافسة لتوريد أنظمة التشغيل، نموذج لينكس مفتوح المصدر بأنه "غير آمن بشكل أساسي".
لا يُوافق الجيش الأمريكي على أن لينكس يُمثل مشكلة أمنية. صرّح العميد نيك جاستس، نائب مسؤول البرامج في مكتب تنفيذ البرامج التابع للجيش، القيادة والتحكم والاتصالات التكتيكية (PEO C3T)، في أبريل 2007:
مهمتنا هي توفير معلومات دقيقة وفي الوقت المناسب للجندي في الميدان ليتمكن من أداء مهمته. تُعدّ البرمجيات مفتوحة المصدر جزءًا من نسيج الشبكة المتكاملة التي تربط نظام القيادة والتحكم لدينا وتمكّنه من العمل بفعالية، لأن حياة الناس تعتمد عليه.
عندما وصلنا بغداد، استخدمنا نظامًا مفتوح المصدر. قد يفاجئ هذا الكثيرين منكم، لكن الجيش الأمريكي هو "أكبر" قاعدة تثبيت لنظام ريد هات لينكس. أنا أكبر عملائهم.

### أجهزة الكمبيوتر المحمولة الصغيرة
في عام 2008، توقع محللو جارتنر أن الأجهزة المحمولة مثل أجهزة الكمبيوتر المحمولة الصغيرة التي تعمل بنظام لينكس قد تتمكن من كسر هيمنة نظام التشغيل ويندوز التابع لشركة مايكروسوفت كمزود لأنظمة التشغيل، حيث يركز مفهوم أجهزة الكمبيوتر المحمولة الصغيرة على التطبيقات المستقلة عن نظام التشغيل والتي تم إنشاؤها كتطبيقات ويب وتصفح. حتى عام 2008 كان سوق أجهزة الكمبيوتر المحمولة الصغيرة يهيمن عليه الأجهزة التي تعمل بنظام لينكس؛ وقد تغير هذا في عام 2009 بعد أن أصبح ويندوز إكس بي متاحًا كخيار. كان أحد الأسباب التي تم تقديمها هو أن العديد من العملاء أعادوا أجهزة الكمبيوتر المحمولة التي تعمل بنظام لينكس لأنهم كانوا لا يزالون يتوقعون بيئة تشبه بيئة ويندوز، على الرغم من رؤية أجهزة الكمبيوتر المحمولة: جهاز لتصفح الويب وتطبيقات الويب.

### العملاء منخفضو الأداء
في عام 2011، قدمت جوجل جهاز كروم بوك، وهو عميل رفيع يعمل بنظام كروم أو إس المستند إلى لينكس، مع القدرة على استخدام تطبيقات الويب وسطح المكتب البعيد في أجهزة كمبيوتر أخرى تعمل بنظام ويندوز أو ماك أو إس إكس أو توزيع لينكس التقليدي أو كروم أو إس، باستخدام سطح المكتب البعيد من كروم [الإنجليزية]. في عام 2012، قدمت جوجل وسامسونج الإصدار الأول من كروم بوكس، وهو جهاز كمبيوتر مكتبي صغير الحجم يعادل كروم بوك.
بحلول عام 2013، استحوذت أجهزة كروم بوك على 20-25% من سوق أجهزة الكمبيوتر المحمولة التي تقل أسعارها عن 300 دولار في الولايات المتحدة.
بحلول عام 2014، أطلقت جوجل تطبيق وقت تشغيل التطبيق لمتصفح كروم (ARC)، والذي سمح بتشغيل تطبيقات أندرويد معينة، ولم يعد عميلًا رفيعًا.
بحلول عام 2020، بلغت حصة كروم بوك في السوق 10.8%، مما جعلها أعلى من منصة ماك؛ بعد أن حققت نجاحًا في أسواق التعليم.

### الأجهزة المحمولة

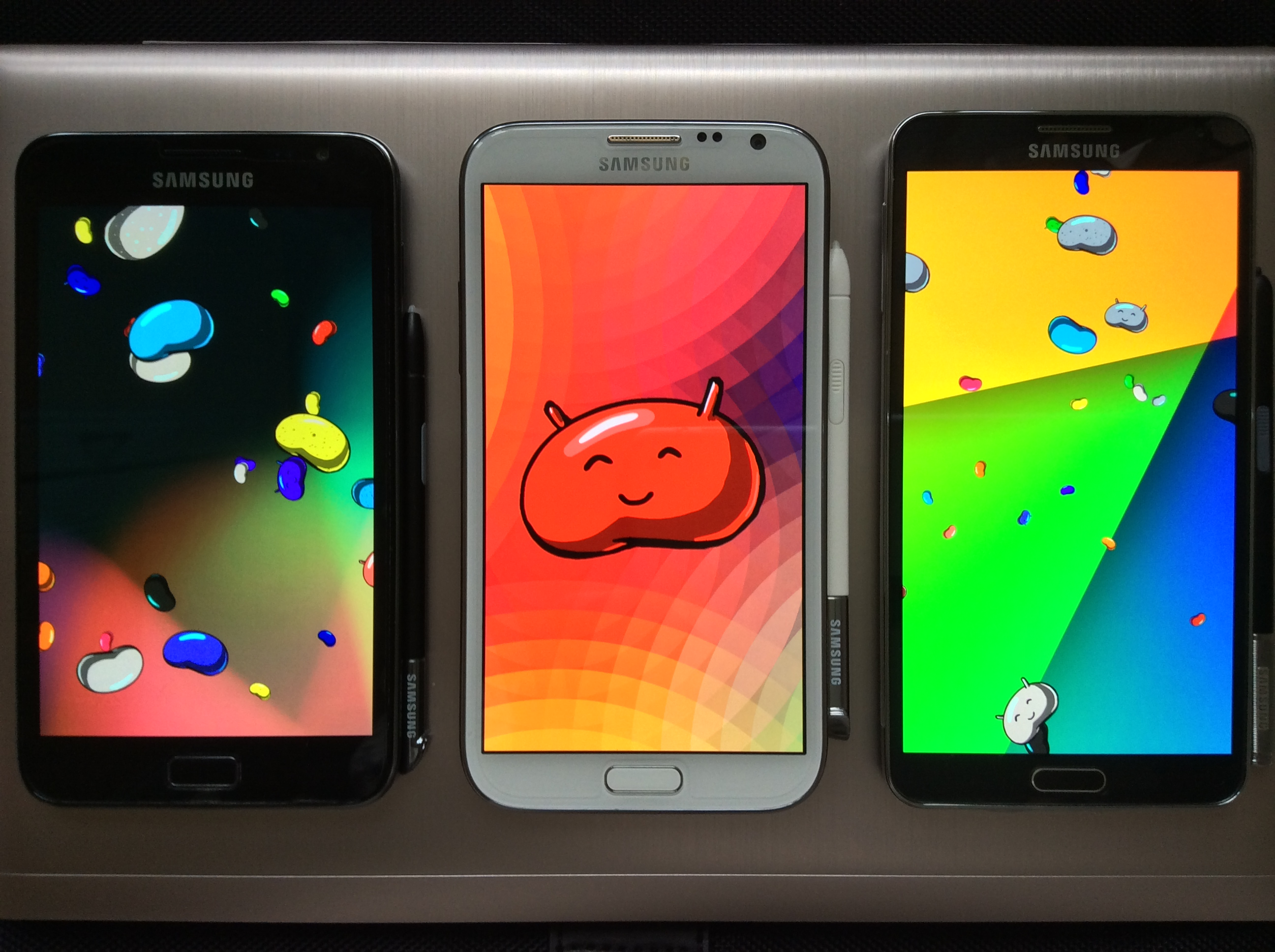
الهواتف الذكية التي تعمل بنظام أندرويد

يعد نظام أندرويد، الذي يعمل بنظام لينكس كرنل، منصة الهواتف المحمولة الأكثر شعبية في العالم. اعتبارًا من سبتمبر 2024 يمتلك نظام أندرويد 71.85% من سوق أنظمة تشغيل الهواتف المحمولة العالمية.

#### أنظمة تشغيل الهواتف المحمولة المتوقفة عن العمل والمبنية على نظام لينكس
كان Firefox OS نظام تشغيل محمول آخر مفتوح المصدر يعتمد على لينكس، والذي تم إيقافه الآن.
كانت نوكيا تنتج في السابق بعض الهواتف التي تعمل بنظام لينكس (على سبيل المثال نوكيا إن900 )، ولكن في عام 2013، تم شراء قسم الهواتف المحمولة التابع لشركة نوكيا بواسطة شركة مايكروسوفت.

### أنظمة مضمنة أخرى ذات واجهة مستخدم رسومية
بدأت الهواتف الذكية تحل محل هذه الأنواع من الأجهزة المدمجة تدريجيًا، ولكنها لا تزال موجودة. ومن الأمثلة على ذلك مشغلات الوسائط المحمولة. بعض البرامج الثابتة أو إي إم تعتمد على لينكس. روك بوكس [الإنجليزية] هو مشروع مفتوح المصدر ومجاني بالكامل مدفوع من قبل المجتمع.[بحاجة لمصدر]
عادةً ما تتضمن أجهزة المعلومات والترفيه الموجودة في السيارة نوعًا ما من الشاشات، إما مدمجة في لوحة القيادة أو شاشات إضافية. يعمل تحالف جينيفي، المعروف الآن باسم كوفيسا (تحالف أنظمة المركبات المتصلة)، على منصة مفتوحة تعتمد على لينكس لتشغيل الترفيه داخل السيارة [الإنجليزية]. قد يكون له واجهة لبعض القيم المقدمة بواسطة وحدة التحكم في المحرك ولكنه على الرغم من ذلك نظام منفصل تمامًا. سيكون هناك إصدار خاص من تايزن لأجهزة الترفيه داخل السيارة [الإنجليزية]، مختلف عن تايزن للهواتف الذكية في عدة جوانب.[بحاجة لمصدر]

## منصات الأجهزة بدون واجهة مستخدم رسومية

### الأنظمة المضمنة بدون واجهة مستخدم رسومية
غالبًا ما يتم استخدام لينكس في العديد من أجهزة الكمبيوتر ذات الأغراض الفردية أو المتعددة والأنظمة المضمنة.
تُعد معدات مقر العميل [الإنجليزية] عبارة عن مجموعة من الأجهزة المضمنة والتي لا تحتوي على واجهة مستخدم رسومية بالمعنى الشائع. يتم تشغيل بعضها عن بعد عبر غلاف آمن أو عبر بعض واجهات المستخدم المستندة إلى الويب والتي تعمل على بعض برامج خادم الويب خفيفة الوزن [الإنجليزية]. تعتمد معظم برامج أو إي إم الثابتة على نواة لينكس وبرامج أخرى مجانية ومفتوحة المصدر، على سبيل المثال داس يو بوت وبيزي بوكس. هناك أيضًا مجموعة من المشاريع التي يقودها المجتمع، على سبيل المثال أوبن ورت.[بحاجة لمصدر]
تعتمد أجهزة التخزين المرتبطة بالشبكة المضمنة ذات النطاق الأصغر أيضًا في الغالب على نظام لينكس.[بحاجة لمصدر]

### الخوادم
أصبح لينكس شائعًا في سوق خوادم الإنترنت وخاصةً بسبب حزمة برامج لامب. في سبتمبر 2008، ادعى ستيف بالمر (الرئيس التنفيذي لشركة مايكروسوفت) أن 60% من الخوادم تعمل بنظام لينكس و40% تعمل بنظام ويندوز سيرفر. وفقًا لتقرير آي دي سي الذي يغطي الربع الثاني من عام 2013، بلغت حصة لينكس ما يصل إلى 23.2% من إيرادات الخوادم في جميع أنحاء العالم على الرغم من أن هذا يعوض عن التفاوت المحتمل في الأسعار بين خوادم لينكس والخوادم غير التابعة للينكس. في مايو 2014، قدرت شركة دبليو3تيكس أن 67.5% من أفضل 10 ملايين موقع ويب (وفقًا لأليكسا) تستخدم أحد أشكال يونكس، ويُستخدم لينكس بواسطة ما لا يقل عن 57.2% من جميع مواقع الويب التي تستخدم يونكس.

#### خوادم الويب
تتمتع مجموعات الحلول المستندة إلى لينكس بجميع المزايا والفوائد العامة للبرمجيات المجانية والمفتوحة المصدر. بعض الأمثلة الأكثر شيوعًا هي:
- خروف
- متوسط المكدس [الإنجليزية]

وفقًا لنيتكرافت، اعتبارًا من 2019، كان لدى إنجن إكس أعلى حصة في السوق.

#### خوادم بروتوكول النفاذ إلى الدليل البسيط
هناك العديد من التطبيقات المتاحة مجانًا لخوادم خوادم بروتوكول النفاذ إلى الدليل البسيط [الإنجليزية].

#### أجهزة التوجيه
تتضمن برامج التوجيه المجانية المتوفرة لنظام لينكس برنامج توجيه الإنترنت [الإنجليزية] و ب.أ.ت.م.ا.ن. وإف آر روتينغ [الإنجليزية] وكواجا وإكس أو آر بي [الإنجليزية]. سواء على معدات محلية للعميل ‏ أو على جهاز كمبيوتر شخصي أو أجهزة خادم، فإن نواة لينكس الرئيسية أو نواة لينكس المحسّنة للغاية قادرة على التوجيه بمعدلات محدودة من خلال معدل إنتاج ناقل الأجهزة.

### أجهزة الكمبيوتر العملاقة
لينكس هو نظام التشغيل الأكثر شعبية بين أجهزة الكمبيوتر العملاقة بسبب المزايا والفوائد العامة للبرمجيات المجانية والمفتوحة المصدر، مثل الأداء المتفوق والمرونة والسرعة والتكاليف المنخفضة. في نوفمبر 2008، استحوذ لينكس على 87.8 بالمائة من أكبر 500 حاسوب عملاق في العالم.
منذ يونيو 2018، كان كل جهاز كمبيوتر في قائمة توب500 يعمل بإصدار ما من لينكس.
في يناير 2010، أكد وي وو هو، كبير مهندسي عائلة وحدات المعالجة المركزية لونغسون في معهد تكنولوجيا الحوسبة، وهو جزء من الأكاديمية الصينية للعلوم، أن الكمبيوتر العملاق الجديد فجر 6000 سوف يستخدم معالجات لونغسون المصنوعة في الصين وسوف يعمل بنظام لينكس كنظام تشغيل. كان أحدث حاسوب عملاق بنته المنظمة، فجر 5000أ، والذي تم تشغيله لأول مرة في عام 2008، يستخدم شرائح إي إم دي ويعمل بنظام خادم ويندوز إتش بي سي 2008 [الإنجليزية].

## المناصرة
تدعو العديد من المنظمات إلى اعتماد لينكس. أبرز هذه المؤسسات هي مؤسسة لينكس التي تستضيف وترعى مطوري النواة الرئيسيين، وتدير علامة لينكس التجارية، وتدير صندوق سفر مطوري المصادر المفتوحة، وتقدم المساعدة القانونية لمطوري وشركات المصادر المفتوحة من خلال صندوق الدفاع القانوني عن لينكس، وترعى كرنل.أورج وتستضيف أيضًا مشروع براءات الاختراع المشتركة.
مؤسسة البرمجيات الحرة والمفتوحة المصدر الدولية (iFOSSF) هي منظمة غير ربحية مقرها في ميشيغان، الولايات المتحدة الأمريكية مكرسة لتسريع وتعزيز اعتماد البرمجيات الحرة والمفتوحة المصدر في جميع أنحاء العالم من خلال شبكات الشراكة البحثية والمجتمع المدني.
تم إنشاء شبكة الاختراع المفتوح [الإنجليزية] لحماية البائعين والعملاء من رسوم حقوق الملكية لبراءات الاختراع أثناء استخدام البرمجيات مفتوحة المصدر.
ومن بين المؤيدين الآخرين لنظام لينكس:
- آي بي إم من خلال استراتيجية تسويق لينكس
- مجموعات مستخدمي لينكس
- المركز الآسيوي للمصادر المفتوحة (AsiaOSC)
- الحكومة البرازيلية في عهد الرئيس لويس إيناسيو لولا دا سيلفا[91]
- برنامج ليبر برازيل، وهي منظمة برازيلية تعمل على تعزيز اعتماد لينكس في المدارس والإدارات العامة والتجارة والصناعة وأجهزة الكمبيوتر المكتبية الشخصية.[92]
- FOSS: أسس البرمجيات الحرة والمفتوحة المصدر في الهند والصين.[بحاجة لمصدر]

## التاريخ
زعمت شركة جارتنر أن أجهزة الكمبيوتر الشخصية التي تعمل بنظام لينكس شكلت 4% من مبيعات الوحدات في عام 2008. ومع ذلك، فمن الشائع أن يقوم المستخدمون بتثبيت لينكس بالإضافة إلى (كترتيب التمهيد المزدوج ) أو بدلاً من نظام التشغيل مايكروسوفت ويندوز المثبت في المصنع.[هل المصدر موثوق به؟]

### الجدول الزمني
- 1983 (سبتمبر): تم الإعلان عن مشروع جنو علنًا
- 1991 (سبتمبر): تم إصدار أول إصدار من نواة لينكس على الإنترنت
- منتصف التسعينيات: يعمل لينكس على أجهزة كمبيوتر مجمعة في وكالة ناسا وأماكن أخرى[94]
- أواخر التسعينيات: قدمت شركة ديل وآي بي إم وهيوليت-باكارد الدعم التجاري لنظام لينكس على أجهزتها؛ وأجرت شركتا ريد هات وسورس فورج عروضًا عامة أولية[94]
- 1999: بدأت الإمبراطور لينكس [الإنجليزية] في شحن أجهزة كمبيوتر محمولة تم تكوينها خصيصًا لتشغيل توزيعات لينكس المعدلة لضمان قابلية الاستخدام[95]
- 2001 (الربع الثاني): سجلت شحنات وحدات خادم لينكس معدل نمو سنوي بلغ 15%[96]
- 2004: تم شحن لينكس على ما يقرب من 50% من وحدات شفرة الخادم في جميع أنحاء العالم، و20% من جميع الخوادم المحسّنة للرفوف[96]
- 2005: بدأت شركة سيستم76 [الإنجليزية]، وهي شركة تصنيع أجهزة كمبيوتر تعمل بنظام لينكس فقط، في بيع نظام أوبونتو مثبتًا مسبقًا على أجهزة الكمبيوتر المحمولة وأجهزة الكمبيوتر المكتبية.[97]

#### 2007
- أعلنت شركة ديل أنها ستشحن نماذج مختارة مع نظام التشغيل أوبونتو لينكس المثبت مسبقًا[98]
- تأسست زاريسون كشركة مصنعة للأجهزة تعمل بنظام لينكس فقط.[99]
- أعلنت شركة لينوفو أنها ستشحن نماذج مختارة مع نظام سوزي لينكس سطح مكتب المؤسسة المثبت مسبقًا[100]
- أعلنت شركة HP أنها ستبدأ في شحن أجهزة الكمبيوتر المجهزة مسبقًا بنظام ريد هات إنتربرايز لينكس في أستراليا[101]
- أطلقت شركة أسوس جهاز كمبيوتر أسوس إي إي إي الذي يعمل بنظام لينكس[102]

#### 2008
- أعلنت شركة ديل أنها ستبدأ في شحن أجهزة الكمبيوتر التي تعمل بنظام التشغيل أوبونتو إلى كندا وأمريكا اللاتينية.[103]
- بدأت شركة ديل في شحن الأنظمة المجهزة بنظام أوبونتو المثبت مسبقًا في الصين.[104][105]
- أطلقت شركة أيسر جهاز أيسر أسباير 1 الذي يعمل بنظام لينكس.[106]
- في يونيو 2008، قررت شركة إلكترونيات تاميل نادو (ELCOT)، وهي شركة تشتري أجهزة الكمبيوتر بكميات كبيرة للطلاب في ولاية تاميل نادو الهند، التحول بالكامل إلى توفير لينكس بعد أن حاولت مايكروسوفت استخدام وضعها الاحتكاري لبيع نظام ويندوز للمنظمة مع مايكروسوفت أوفيس. رفضت شركة إلكترونيات تاميل نادو العرض قائلة "إن أي تجميع من هذا القبيل قد يؤدي إلى استغلال خطير للمستهلك".[31]
- في أغسطس 2008، استشهدت شركة آي بي إم بخيبة أمل السوق تجاه نظام التشغيل ويندوز Vista عند الإعلان عن اتفاقية شراكة جديدة مع ريد هات ونوفل وكانونيكال لتقديم أجهزة كمبيوتر شخصية "خالية من مايكروسوفت" مع برامج تطبيقات آي بي إم، بما في ذلك لوتس نوتس و سيمفونية اللوتس [الإنجليزية].[107]

#### 2009
- في يناير 2009، ذكرت صحيفة نيويورك تايمز : "يُقدر أن أكثر من 10 ملايين شخص يستخدمون نظام التشغيل أوبونتو اليوم".[108]
- في منتصف عام 2009، توقفت شركة أسوس، كجزء من حملتها "الأفضل مع ويندوز"، عن تقديم لينكس، الأمر الذي أدى إلى تعرضها لانتقادات شديدة. وزعمت الشركة أن المنافسة من جانب شركات تصنيع أجهزة الكمبيوتر المحمولة الصغيرة الأخرى دفعتها إلى تقديم نظام التشغيل ويندوز إكس بي فقط. في مايو 2010، كتب ستيفن جيه. فوغان-نيكولز، كاتب عمود في مجلة "كمبيوتر وورلد"  [لغات أخرى]‏، قائلاً: "أنا متأكد أن السبب الحقيقي هو أن مايكروسوفت ضغطت على أسوس للتخلي عن لينكس. ستجد الآن على موقع أسوس شعار "أسوس توصي بنظام ويندوز 7" معروضًا بفخر. مع ذلك، فبينما يُعد ويندوز 7 نظام تشغيل جيدًا، إلا أنه سيء للغاية على أجهزة الكمبيوتر المحمولة.."[109][110][111][112][113]
- في مايو 2009، قدر مطور فيدورا جيف سباليتا بناءً على عناوين بروتوكول الإنترنت لعمليات تنزيل التحديثات والإحصائيات من خدمة تسجيل الأجهزة التطوعية للمستخدمين سمولت أن هناك 16 مليون نظام فيدورا قيد الاستخدام.[114] لم يتم بذل أي جهد لتقدير مدى تداخل قاعدة تثبيت Fedora مع توزيعات لينكس الأخرى (المتحمسون الذين يقومون بتثبيت العديد من التوزيعات على نفس النظام).
- في يونيو 2009، أفاد موقع زد نت بأنه "في جميع أنحاء العالم، يوجد 13 مليون مستخدم نشط لنظام التشغيل أوبونتو مع نمو الاستخدام بشكل أسرع من أي توزيع آخر."[32]

#### 2010
- في أبريل 2010، قدر كريس كينيون، نائب رئيس قسم تصنيع المعدات الأصلية في كانونيكال المحدودة، أن عدد مستخدمي أوبونتو بلغ 12 مليون مستخدم.[115]
- في يونيو/حزيران 2010، حكم قاضي المحكمة العليا في كيبيك دينيس جاك بأن الحكومة الإقليمية خالفت القانون عندما أنفقت 720 ألف دولار كندي، بدءاً من خريف عام 2006، على ترحيل 800 محطة عمل حكومية إلى نظامي التشغيل مايكروسوفت ويندوز فيستا وأوفيس 2007، دون القيام "ببحث جدي وموثق" عن بدائل. وكان البحث عن بدائل مطلوبا قانونيا لأية نفقات تزيد عن 25 ألف دولار كندي. تم رفع القضية في المحكمة من قبل شركة Savoir Faire لينكس، وهي شركة صغيرة مقرها مونتريال والتي كانت تأمل في تقديم برمجيات لينكس لتحل محل نظام التشغيل ويندوز إكس بي القديم الذي أصدرته الحكومة. رفض القاضي ادعاء الحكومة بأن اختيار برنامج مايكروسوفت جاء لأن الموظفين كانوا على دراية بنظام ويندوز وأن التحول إلى نظام تشغيل مختلف كان سيكلف أكثر.[116]
- في أكتوبر 2010، ذكرت إحدى شركات الإحصاء أن أندرويد، إصدار جوجل من لينكس للهواتف الذكية (والأجهزة اللوحية)، أصبح نظام التشغيل الأكثر شعبية بين المشترين الجدد.[117]

#### 2012
- في نوفمبر 2012، تضمنت قائمة توب500.org لشهر نوفمبر 2012 أفضل 10 أجهزة كمبيوتر عملاقة تعمل بنظام لينكس كنظام تشغيل لها.[118]

#### 2013
- في فبراير 2013، أصدرت شركة Dice ومؤسسة لينكس استطلاعًا أظهر أن مهارات لينكس مطلوبة بشدة بين أصحاب العمل.[119]
- أعلنت شركة Valve عن إطلاق نظام التشغيل ستيم أو إس المبني على نظام لينكس لأجهزة ألعاب الفيديو.
- تستخدم أجهزة الكمبيوتر العملاقة، وقطارات الرصاصة اليابانية، ومراقبة حركة المرور، وتويوتا الترفيه داخل السيارة [الإنجليزية]، وبورصة نيويورك، وسيرن، ومراقبة الحركة الجوية التابعة لإدارة الطيران الفيدرالية، والغواصات النووية، ومواقع الويب الرائدة، جميعها نظام لينكس.[120]
- في ديسمبر 2013، أعلنت مدينة ميونيخ أنها نجحت في نقل 12000 من أصل 15000 جهاز كمبيوتر لديها إلى نظام LiMux لينكس وأن المدخرات في عام 2013 وحده بلغت حوالي 10 ملايين يورو.[121]

#### 2014
- في سبتمبر 2014، قررت مدينة تورينو الإيطالية، عاصمة بييمونتي، التحول إلى لينكس.[122]
- في أكتوبر 2014، أعلنت مدينة جومرسباخ أن البنية التحتية لتكنولوجيا المعلومات الخاصة بها تعتمد الآن على 300 عميل رفيع و6 خوادم تعمل بنظام SuSe لينكس.[123]
- في يونيو 2014، أكملت قوات الدرك الوطني الفرنسية نقل 65،000 جهاز إلى نظام لينكس "جيندبونتو".[124]
- في نوفمبر 2014، تأسست بيورزم كشركة مصنعة لنظام لينكس أو إي إم.[125]

#### 2017
- في نوفمبر 2017، كانت جميع أجهزة الكمبيوتر العملاقة الخمسمائة الأفضل في العالم تعمل بنظام لينكس.[126]

#### 2018
- في أبريل 2018، أعلنت شركة مايكروسوفت عن Azure Sphere، وهو نظام تشغيل قائم على لينكس لتطبيقات إنترنت الأشياء.[127]
- في مايو 2018، بدأت الطلبات المسبقة لجهاز Atari VCS، وهو وحدة تحكم ألعاب تعمل بنظام لينكس كرنل.[128]

#### 2019
- في مايو 2019، أعلنت شركة مايكروسوفت عن نظام ويندوز الفرعي لنظام لينكس 2، والذي سيعتمد على نواة لينكس مثبتة مسبقًا تم إنشاؤها بواسطة مايكروسوفت. وهذه هي المرة الأولى التي يتم فيها شحن نواة لينكس مع نظام تشغيل مايكروسوفت [الإنجليزية].[129]
- في مايو 2019، أعلنت كوريا الجنوبية أنها تتطلع إلى نقل أنظمة حكومتها الرئيسية إلى لينكس، بسبب انتهاء الدعم المعلق لنظام التشغيل ويندوز 7.[130]

#### 2020
- في يونيو 2020، أعلنت شركة لينوفو عن حصولها على شهادة لينكس لمنتجات ثينك باد وثينك ستيشن [الإنجليزية].[131]

#### 2021
- في يناير 2021، أعلنت حكومة مقاطعة ميسيونس الأرجنتينية أنها طورت جوبميس جنو/لينكس، توزيعة تعتمد على نظام التشغيل ديفوان، مصممة خصيصًا للمكاتب الحكومية.[132]
- في فبراير 2021، تم استخدام لينكس لأول مرة على المريخ عندما هبطت مركبة برسيفيرانس التابعة لوكالة ناسا في 18 فبراير.[133]

#### 2022
- في أواخر فبراير 2022، تم إصدار Steam Deck، الذي يعمل بنظام ستيم أو إس 3.0، والذي يعتمد بدوره على آرتش لينكس.[134]

#### 2024
- في فبراير 2024، بلغت حصة لينكس في سوق أجهزة الكمبيوتر المكتبية 4% لأول مرة. وفي يوليو 2024، بلغت أعلى مستوى لها على الإطلاق عند 4.44%، مرتفعةً من 2.76% في يوليو 2022.[135] في يوليو 2024، بلغت حصتها في سوق أجهزة الكمبيوتر المكتبية في الهند 16.21%.[136]

## وصلات خارجية
- تقديرات حصة سوق أنظمة التشغيل الشهرية، استنادًا إلى حركة الإنترنت
- حصة سوق أنظمة التشغيل عالميًا | إحصائيات عداد الإحصائيات العالمية
- عالم لينكس: ما الذي يحرك اعتماد لينكس العالمي؟
- استطلاع رأي عملاء أو إس دي إل سطح المكتب لينكس
- الجمعية الطبية الإقليمية الكندية تستخدم منصة مفتوحة المصدر لمشروع السجلات الطبية الإلكترونية
- آي دي سي: اتجاهات انتقال لينكس إلى أمريكا اللاتينية 2005
- تزعم أو إس دي إل أن لينكس يحقق مكاسب كبيرة في قطاع البيع بالتجزئة العالمي
- دليل لينكس المصغر
- قياس التكلفة الإجمالية للملكية
- جارتنر: المصادر المفتوحة ستسيطر بهدوء نسخة محفوظة 30 مايو 2009 على موقع واي باك مشين.
- آي دي سي: الإنفاق المتعلق بنظام لينكس قد يتجاوز 49 مليار دولار بحلول عام 2011
- ريد هات – خريطة أنشطة مفتوحة المصدر